# Елънсбърг
Елънсбърг (на английски: Ellensburg) е град в окръг Кититас, щата Вашингтон, САЩ. Елънсбърг е с население от 15 414 жители (2000) и обща площ от 17,2 km². Намира се на 470 m надморска височина. ЗИП кодът му е 98926, 98950, а телефонният му код е 509.